# 林湘緹
林湘緹（1998年12月20日—），台灣女子羽球選手，現隸屬中租企業羽球隊，曾兩次贏得中華民國全國羽球排名賽女單冠軍，2023年中國瑞昌羽毛球大師賽冠軍得主。

## 簡歷
林湘緹自就讀桃園新坡國小三年級開始接觸羽球，後就讀臺北西湖國中、臺北大同高中。2015年第一次全國排名賽獲得乙組單打第三名而成為甲組球員。2016年10月，高三的林湘緹在高中盃女單冠軍戰以2比0（21-16、21-18）擊敗后綜高中的高絃栯，首次在全國賽奪冠。高中起為土地銀行羽球隊隊員，後加入中租企業羽球隊。
2018年3月，代表中租羽球隊的林湘緹出戰斯洛伐克羽毛球公開賽，在女單冠軍戰以0比2（11-21、13-21）不敵由香港的鄧旋，獲得亞軍。
2021年，林湘緹在第一次全國排名賽擊敗宋碩芸，首度奪得甲組排名賽冠軍。2022年5月，在斯洛維尼亞羽毛球國際賽女單冠軍戰以2比0（21-15、21-14）擊敗印度的Smit Toshniwal，贏得個人生涯首座國際賽冠軍。
2023年，林湘緹在年初舉行的第一次全國排名賽再次擊敗宋碩芸，奪得生涯第二座排名賽冠軍。同年3月參加超級100級別的中國瑞昌大師賽，從首輪起接連擊敗吳俐潼、蔡炎炎、賈之凡、戴望等地主選手，決賽再以13－21、21－11、22－20逆轉第五位地主選手陈鲁，奪得生涯首座世界巡迴賽冠軍。

## 主要比賽成績
| 年份   | 賽事                   | 公開賽級別 | 項目     | 搭檔   | 成績   |
| ------ | ---------------------- | ---------- | -------- | ------ | ------ |
| 2017年 | 懷卡托羽毛球國際賽     | 國際系列賽 | 女子單打 | －     | 準決賽 |
| 2017年 | 雪梨羽毛球國際賽       | 國際系列賽 | 混合雙打 | 李佳豪 | 準決賽 |
| 2018年 | 斯洛伐克羽毛球公開賽   | 未來系列賽 | 女子單打 | －     | 亞軍   |
| 2018年 | 斯洛伐克羽毛球公開賽   | 未來系列賽 | 混合雙打 | 林永晟 | 準決賽 |
| 2019年 | 愛爾蘭羽毛球公開賽     | 國際挑戰賽 | 女子單打 | －     | 準決賽 |
| 2022年 | 斯洛文尼亞羽毛球國際賽 | 國際系列賽 | 女子單打 | －     | 冠軍   |
| 2022年 | 奧地利羽毛球公開賽     | 國際系列賽 | 女子單打 | －     | 準決賽 |
| 2022年 | 丹麥羽毛球大師賽       | 國際挑戰賽 | 女子單打 | －     | 準決賽 |
| 2022年 | 克羅地亞羽毛球國際賽   | 未來系列賽 | 女子單打 | －     | 亞軍   |
| 2022年 | 越南羽毛球國際系列賽   | 國際系列賽 | 女子單打 | －     | 準決賽 |
| 2023年 | 中國瑞昌羽球大師賽     | 超級100賽  | 女子單打 | －     | 冠軍   |
| 2023年 | 越南羽毛球國際挑戰賽   | 國際挑戰賽 | 女子單打 | －     | 準決賽 |
| 2023年 | 大阪羽毛球國際挑戰賽   | 國際挑戰賽 | 女子單打 | －     | 準決賽 |
| 2024年 | 韓國羽球公開賽         | 超級500賽  | 女子單打 | －     | 準決賽 |
| 2024年 | 越南羽毛球公開賽       | 超級100賽  | 女子單打 | －     | 準決賽 |
| 2024年 | 澳門羽球公開賽         | 超級300賽  | 女子單打 | －     | 亞軍   |
| 2025年 | 澳門羽球公開賽         | 超級300賽  | 女子單打 | －     | 準決賽 |

| 2007-2017年 | 首要超級賽 | 超級賽 | 黃金大獎賽 | 大獎賽 | 國際挑戰賽 | 國際系列賽 | 未來系列賽 | 其他 |

| 2018-2026年 | 總決賽 | 超級1000賽 | 超級750賽 | 超級500賽 | 超級300賽 | 超級100賽 | 國際挑戰賽 | 國際系列賽 | 未來系列賽 | 其他 |

## 外部連結
- 林湘緹在BWFBadminton.com（英语）
- 林湘緹在BWF.TournamentSoftware.com（英语）
- 林湘緹在Flashscore（英语）
- 林湘緹的Instagram帳戶